# Gassarvet, Falu kommun
Gassarvet är en by och en herrgård i Stora Kopparbergs socken i Falu kommun, centrala Dalarna.
Gassarvet ligger mellan Falun och Grycksbo och cirka en kilometer norr om Bergsgården vid riksväg 69. Byn ligger tillika norr om sjön Varpan (115 m ö.h.).
Selma Lagerlöf sommarbodde regelbundet på Gassarvets herrgård.